# Культивация
Культивация — в сельском хозяйстве — приём поверхностной обработки почвы, обеспечивающий её рыхление (без оборачивания) и выравнивание поверхности с одновременным подрезанием сорняков. Культивацию применяют для предпосевной подготовки почвы, заделки удобрений, гербицидов, ухода за чистыми парами, пропашными культурами, для рыхления почвы в междурядьях и приствольных кругах сада.

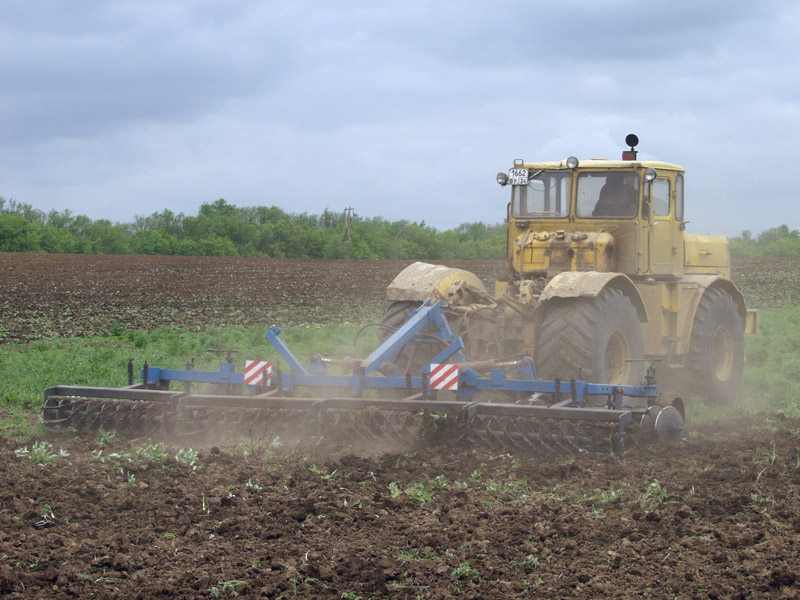
Культивация поля в Волгоградской области

Обработка при этом производится с помощью культиватора — специальной сельскохозяйственной машины.